# Голлі (Колорадо)
Голлі (англ. Holly) — місто (англ. town) в США, в окрузі Проверс штату Колорадо. Населення — 837 осіб (2020).

## Географія
Голлі розташоване за координатами 38°3′20″ пн. ш. 102°7′29″ зх. д. / 38.05556° пн. ш. 102.12472° зх. д. (38.055639, -102.124589).  За даними Бюро перепису населення США в 2010 році місто мало площу 1,93 км², з яких 1,93 км² — суходіл та 0,00 км² — водойми.

### Клімат
| Клімат : Голлі        | Клімат : Голлі | Клімат : Голлі | Клімат : Голлі | Клімат : Голлі | Клімат : Голлі | Клімат : Голлі | Клімат : Голлі | Клімат : Голлі | Клімат : Голлі | Клімат : Голлі | Клімат : Голлі | Клімат : Голлі | Клімат : Голлі |
| Показник              | Січ.           | Лют.           | Бер.           | Квіт.          | Трав.          | Черв.          | Лип.           | Серп.          | Вер.           | Жовт.          | Лист.          | Груд.          | Рік            |
| Середній максимум, °C | 6,7            | 10,0           | 15,0           | 20,0           | 25,0           | 30,6           | 33,9           | 32,8           | 27,8           | 21,7           | 13,9           | 7,8            | 20,0           |
| Середній мінімум, °C  | −10            | −7,2           | −3,3           | 1,7            | 7,8            | 13,9           | 15,6           | 15,0           | 10,0           | 1,7            | −4,4           | −8,3           | 1,7            |
| Норма опадів, мм      | 10             | 13             | 23             | 36             | 61             | 56             | 61             | 53             | 30             | 23             | 15             | 13             | 394            |
| --------------------- | -------------- | -------------- | -------------- | -------------- | -------------- | -------------- | -------------- | -------------- | -------------- | -------------- | -------------- | -------------- | -------------- |
| Джерело: Weatherbase  |                |                |                |                |                |                |                |                |                |                |                |                |                |

## Демографія
Згідно з переписом 2010 року, у місті мешкали 802 особи в 298 домогосподарствах у складі 211 родини. Густота населення становила 416 осіб/км².  Було 381 помешкання (197/км²).
Расовий склад населення:
| - 75,4 % — білих - 0,9 % — корінних американців - 0,5 % — азіатів - 21,6 % — осіб інших рас |

До двох чи більше рас належало 1,6 %. Частка іспаномовних становила 36,3 % від усіх жителів.
За віковим діапазоном населення розподілялося таким чином: 27,7 % — особи молодші 18 років, 51,7 % — особи у віці 18—64 років, 20,6 % — особи у віці 65 років та старші. Медіана віку мешканця становила 40,0 року. На 100 осіб жіночої статі у місті припадало 94,7 чоловіків;  на 100 жінок у віці від 18 років та старших — 85,3 чоловіків також старших 18 років.
Середній дохід на одне домашнє господарство  становив 49 527 доларів США (медіана — 34 615), а середній дохід на одну сім'ю — 56 908 доларів (медіана — 45 417). За межею бідності перебувало 26,5 % осіб, у тому числі 42,0 % дітей у віці до 18 років та 12,1 % осіб у віці 65 років та старших.
Цивільне працевлаштоване населення становило 383 особи. Основні галузі зайнятості: освіта, охорона здоров'я та соціальна допомога — 23,5 %, сільське господарство, лісництво, риболовля — 21,7 %, роздрібна торгівля — 13,3 %, транспорт — 8,1 %.